# Le Chaudron infernal
Le Chaudron infernal (en español "El caldero infernal") es una película de trucos muda francesa de 1903 dirigida por  Georges Méliès. Fue producida por la Star Film Company de Méliès y tiene el número 499–500 en sus catálogos.

## Trama
En una cámara renacentista decorada con rostros diabólicos y un escudo de armas deformado, un alegre Satanás arroja a tres víctimas humanas a un caldero, que arroja llamas. Las víctimas se levantan del caldero como fantasmas nebulosos, y luego se convierten en bolas de fuego. Las bolas de fuego se multiplican y persiguen a Satanás alrededor de la cámara. Finalmente, el mismo Satanás salta al caldero infernal, que emite un último estallido de llamas.

## Versiones
Las películas de Méliès anteriores a 1903, especialmente la popular Viaje a la Luna, con frecuencia eran películas copiadas por productores norteamericanos como por ejemplo Siegmund Lubin. Para combatir la piratería, Méliès abrió una sucursal norteamericana de su Star Film Company y comenzó a producir dos negativos de cada película que realizaba: una para el mercado doméstico, y otra para comercializar en el extranjero. Para producir dos negativos separados, Méliès construyó un cámara especial que usaba dos lentes y dos carretes de película simultáneamente.
Durante la década del 2000, investigadores en la empresa cinematográfica francesa Lobster Films se dieron cuenta de que el sistema de doble lente de Méliès era un sistema de cámara estéreo no intencional pero funcional, y por lo tanto que se podían realizar versiones 3D de las películas de Méliès simplemente combinando las copias local y extranjera de la película. Serge Bromberg, el fundador de Lobster Films, presentó versiones 3D de Le Chaudron Infernal y otra película de Méliès de 1903, El Oráculo de Delfos, en enero de 2010 en una función en la Cinémathèque Française. Según el crítico de cine Kristin Thompson, "el efecto 3D era encantador … las películas sincronizadas por Lobster parecían como si Méliès las hubiera diseñado para 3D." Bromberg proyectó ambas películas nuevamente junto con la película de Méliès de 1906 The Mysterious Retort, preparada de forma similar para 3D en una función realizada en septiembre de 2011 en la Academy of Motion Picture Arts and Sciences.